# Izvestia
Izvestia (del ruso: Известия) es un periódico diario de alta circulación desde hace mucho tiempo en Rusia. La palabra izvéstiya en ruso significa "noticias", derivada del verbo izveshchat’ ("informar", "notificar"). En el contexto de los periódicos se suele traducir como "noticias" o "informes".

## Historia

### Origen del periódico
El periódico comenzó el 13 de marzo de 1917 en la ciudad de Petrogrado (Leningrado durante el período soviético, y actualmente San Petersburgo), para divulgar las noticias del Sóviet de Petrogrado de diputados obreros («Извѣстія Петроградскаго совѣта рабочихъ депутатовъ»). Inicialmente, el diario expresaba el punto de vista de los mencheviques y del Partido Social-Revolucionario que dominaban el Sóviet de Petrogrado.
En agosto de 1917 tomó el título de Noticias del Comité ejecutivo central y del Sóviet de Petrogrado de diputados obreros y soldados («Извѣстія Центральнаго Исполнительнаго Комитета и Петроградскаго совѣта рабочихъ и солдатскихъ депутатовъ»). Para octubre del mismo año vuelve a cambiar el nombre por Noticias del Comité ejecutivo central de los soviets de diputados obreros y soldados («Извѣстія ЦИК Совѣтовъ рабочихъ и солдатскихъ депутатовъ») y fue al fin retitulado como 'Noticias de los soviets de diputados populares de la URSS («Известия Советов народных депутатов СССР»).

### 1917–1991

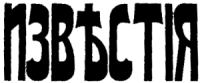
Antiguo logotipo de Izvestia que utilizaba dos letras que fueron eliminadas del alfabeto ruso tras la reforma ortográfica de 1918.

Después del Segundo congreso de todos los soviets, y a lo largo del período soviético, mientras Pravda servía como portavoz oficial del Partido Comunista, Izvestia expresó la opinión oficial del gobierno soviético publicada por el Presidium del Sóviet Supremo de la URSS.

### 1992–presente

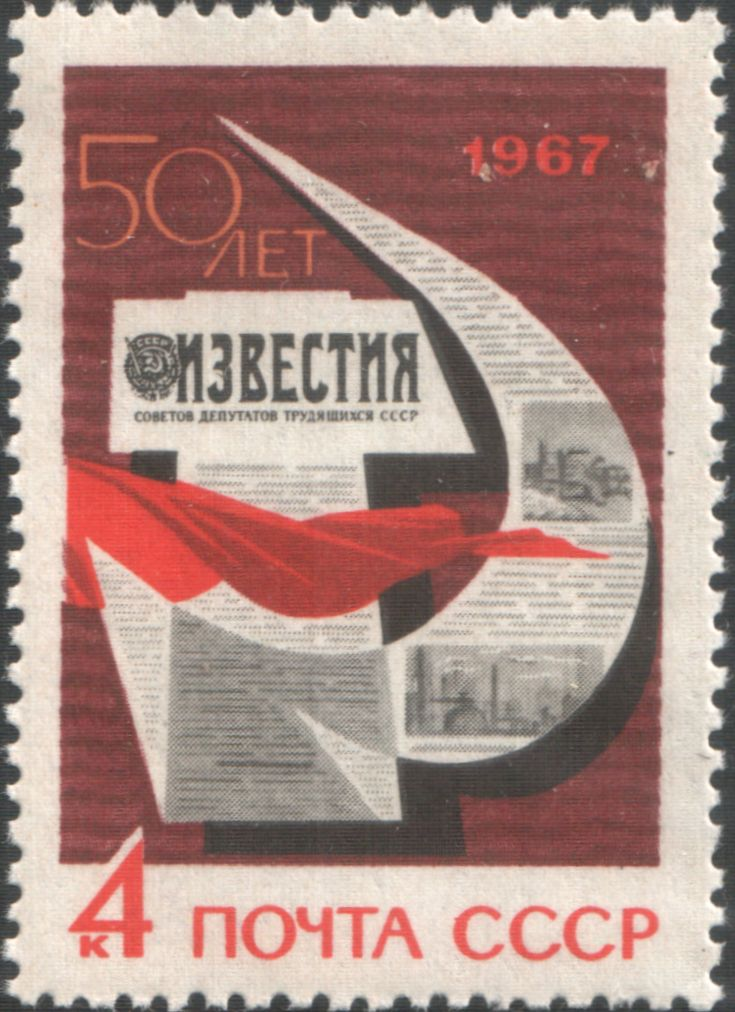
Estampilla soviética con motivo de los 50 años de Izvestia.

Después de la disolución de la Unión Soviética, Izvestia se describió a sí mismo como un periódico nacional de la Federación Rusa. Fue adquirido por una gran compañía de Vladímir Potanin, que tenía estrechos vínculos con el gobierno. El viernes 3 de junio de 2005, el control de Izvestia fue adquirido por la empresa estatal rusa Gazprom y fue incluido en la tenencia Gazprom Media. Según las alegaciones del Comité para la Protección de los Periodistas, el jefe de redacción de Izvestia, Raf Shakírov, fue obligado a renunciar porque a los funcionarios del gobierno no les agradó la cobertura del periódico sobre la crisis de los rehenes en la escuela de Beslán.
Otras fuentes informaron que Potanin le pidió que saliera por temor a que el Kremlin se irritara por las fotografías explícitas de la masacre publicadas por Izvestia. A partir de 2005, la circulación de Izvestia se calculó en 240.967 ejemplares. Hasta el 1 de octubre de 2008, el artista principal fue Borís Yefímov, el ilustrador de 107 años que trabajó como caricaturista político de Iósif Stalin. En 2008, Gazprom Media vendió a Izvestia. El periódico es actualmente propiedad de National Media Group.